# Медведик Юрій Євгенович
Медведик Юрій Євгенович (нар. 1 січня 1963, м. Броди Львівської області, — 23 грудня 2020, м. Дрогобич Львівської області) — український музикознавець і педагог, кандидат мистецтвознавства (1994), доцент (1996), доктор мистецтвознавства (2010), професор (2012).

## Біографія
Музичну освіту здобув у Дрогобицькому державному музичному училищі у 1982 році.
У 1987& — закінчив Львівську державну консерваторію ім. Миколи Лисенка (по класу бояна у проф. Михайло Оберюхтін).
У 1993 — закінчив аспірантуру при Київській державній консерваторії ім. П. Чайковського під керівництвом проф. І. Ляшенко, докторантуру при Національній музичній академії України ім. П. Чайковського (наук. консультанти проф. І. Ляшенко та проф. Н. Герасимова-Персидська).
З 1987 — працював викладачем музично-педагогічного факультету Дрогобицького державного педагогічного інституту імені Івана Франка.
2001—2006 рр. очолював кафедру музикознавства та фортепіано у Дрогобицькому державному педагогічному університеті ім. Івана Франка.
У 2001—2003 — працював у Львівській державній консерваторії ім. Миколи Лисенка на кафедрі музичної україністики.
Займається дослідженням історії української духовної пісні 17-19 ст., використовуючи рукописні й друковані джерела (зокрема, «Богогласник»), у колі його інтересів міжкультурні зв'язки і взаємовпливи центральної та східно-європейської паралітургічної традиції. Активно включився в краєзнавчу роботу.
Брав участь у сесіях Міжнародної школи при «Центрі дослідження античної традиції» в Польщі, Східній та Центральній Європі та Львові (1996—1998).
У 2001 та 2006 — стипендіат Фундації підтримки науки при Інституті музикології Варшавського університету.
У 2003—2004 здобув стипендію Інституту Славістики Баварського університету імені Юліуса-Максиміліана м. Вюрцбург.
У 2003—2005 — учасник Ґрантового Проекту Кабінету славістики Словацької Академії наук.
З 2013 — завідувач кафедри музикознавства Львівського національного університету ім. Івана Франка
З 2016 р. — завідувач кафедри музикознавства та хорового мистецтва Львівського національного університету ім. Івана Франка

## Громадська діяльність
Юрій Медведик є членом низки спілок та наукових організацій:
- Дійсний член Наукового товариства ім. Шевченка (2015)
- член Національної спілки композиторів України (2003)
- член Українського наукового товариства дослідників 18 ст. при Інституті історії України НАНУ (1995)
- член Національної спілки краєзнавців України (1997)
- член Міжнародного товариства дослідників 18 ст. при Оксфордському університеті (1998).

## Рекомендована література
- Дисертація на здобуття наукового ступеня кандидата музикознавства «Богогласник» у контексті української духовнопісенної традиції XVII—XVIII ст. (до проблем музичного джерелознавства)" К., 1994.
- Дисертація на здобуття доктора мистецтвознавства «Українська духовно-пісенна творчість: джерела, текстологія та жанрова стилістика» (К., 2009);
- Пісні до Почаївської Богородиці / Публікація співаника 1773 р. / Транскрипція, коментарі та дослідження Ю.Медведика.- Л., 2000 (Серія: Історія української музики. Джерела. Вип.6);
- Українська духовна пісня XVII—XVIII століть.- Львів: УКУ, 2006;
- «Богогласник» — найвидатніша пам'ятка української духовної лірики XVII—XVIII ст. (джерелознавчий та етнологічний аспекти) // НТЕ.- 1992.- № 5-6.
- Невідомі духовні пісні Дмитра Левковського останньої чверті XVIII- початку XIX століття // ЗНТШ.- Л., 1993.- CCXXVI.
- Українські набожні пісні XVII — XVIII століть (Різдвяний цикл) // НТЕ.- 1994.- № 4.
- «Богогласник» — визначна пам'ятка української музичної культури XVII—XVIII ст. //ЗНТШ.- Л., 1996.- Т. ССХХХІІ.
- Русские панегирические канты 2-й половины XVIII века // Екатерина Великая: эпоха российской истории.- С.Пб., 1996.
- Українська духовна піснетворчість XVII — XVIII століть (загальна характеристика) // Українське музикознавство.- К., 1998.- Випуск 28.
- Українські богородичні канти 2-ї половини XVII—XVIII століть // НТЕ.- 1999.- № 4.
- Ad Fontes: з історії української музики XVII — поч. ХХ ст.: вибрані статті, матеріали, рецензії. — Львів: Вид-во ЛНУ, 2015. — 620 с.
- Bogoglasnik. Pesni blagogovejnyja (1790/1791). Eine Sammlung geistliche Lieder aus Ukraine. Herausgegeben von Hans Rothe in Zusammenarbeit mit Jurij Medvedyk. — Band 1: Facsimile. — Köln-Weimar-Wien: Böhlau Verlag, 2016. — 602 S. — Band 2: Darstellung. — Köln-Weimar-Wien: Böhlau Verlag, 2016. — 432 S. Режим доступу: https://drive.google.com/file/d/1Als_r2_Fslouy8Z5vuwInw5TkenT2CxX/view

| українська персоналія | Це незавершена стаття про особу, що має стосунок до України. Ви можете допомогти проєкту, виправивши або дописавши її. |